# Campionato Italiano Slalom
Il Campionato Italiano Slalom (CIS) è il massimo campionato automobilistico nazionale della disciplina autoslalom. Organizzato dall'Automobile Club d'Italia (dalla CSAI fino al 2011), comprende diverse gare che si snodano per tutta l'Italia. Oltre al titolo nazionale della specialità, la serie assegna anche il titolo under 23, il titolo femminile, il titolo di gruppo e il titolo scuderie. Fino alla stagione 2021 assegnava anche diversi trofei minori

## Calendario
Il calendario del Campionato Italiano Slalom è costituito da un numero variabile di gare distribuite in diverse regioni italiane. Negli anni 2000 le gare furono dodici, suddivise in due gironi composti da sei slalom ciascuno. Dalla stagione 2010 fu eliminato il raggruppamento in gironi e a partire dal 2012 le prove furono progressivamente ridotte scendendo dapprima a dieci e dal 2015 a otto. 
Le singole gare, che di norma si svolgono di domenica mentre il giorno antecedente è dedicato alle verifiche tecniche e sportive, sono selezionate di anno in anno dalla Commissione Sportiva Automobilistica Italiana e durante una stagione possono subire modifiche.
Dal 2005 la sola manifestazione sempre presente in calendario è lo slalom Torregrotta-Roccavaldina.

## Concorrenti e vetture

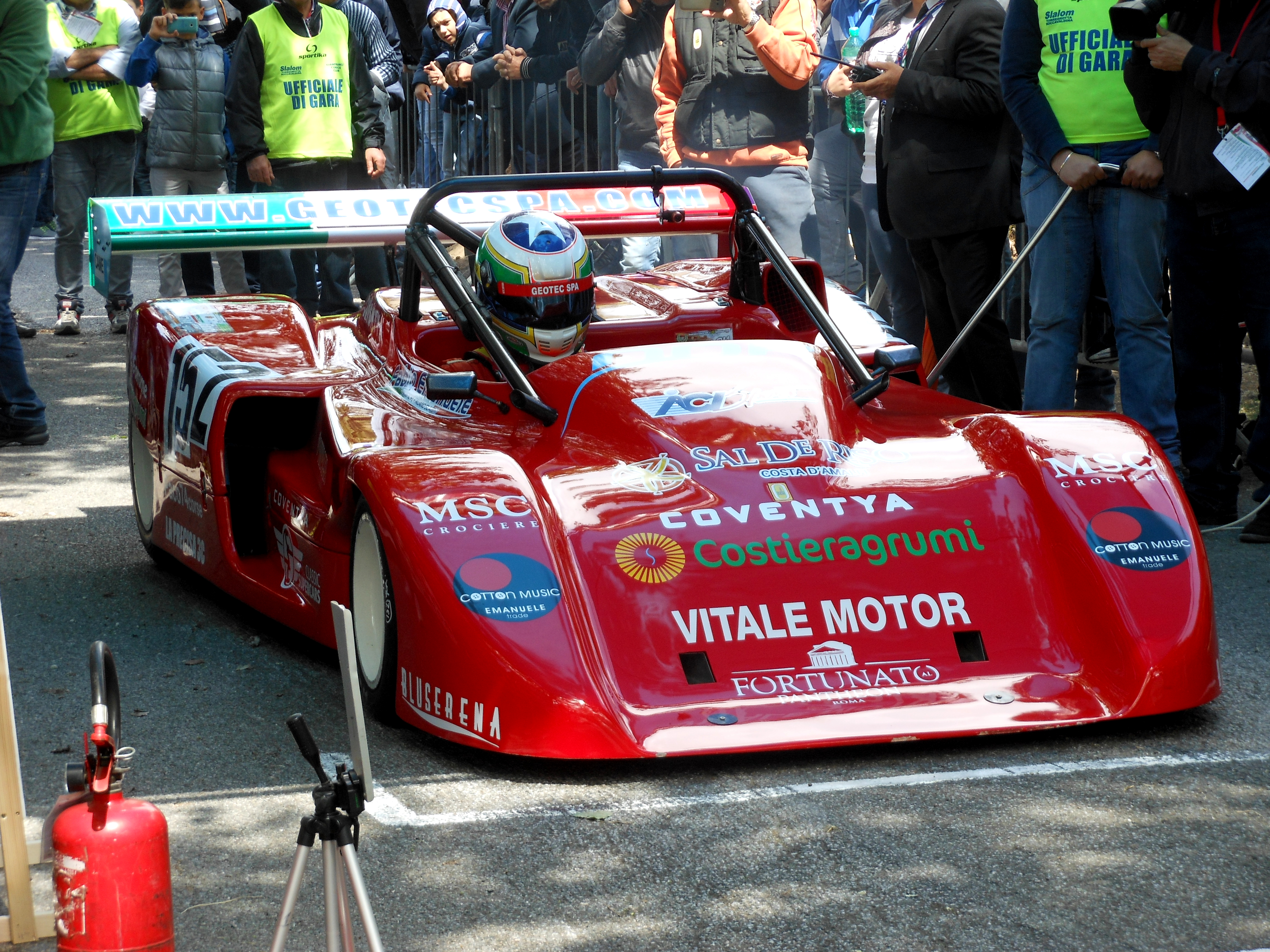
Il sette volte Campione Italiano Fabio Emanuele su Osella PA9 Alfa Romeo durante lo Slalom Torregrotta-Roccavaldina

Possono partecipare al campionato i piloti italiani titolari di regolare licenza ACI e i piloti stranieri provenienti dai paesi appartenenti all'Unione europea titolari di licenza rilasciata dal paese di provenienza. Questi ultimi, però, non possono concorrere all'assegnazione dei titoli. Per concorrere al titolo Under 23, inoltre, è necessario non aver compiuto il ventitreesimo anno di età alla data del primo gennaio della stagione nella quale si gareggia.
Le vetture i cui concorrenti possono gareggiare per i titoli nazionali slalom sono quelle dei gruppi N, A, Speciale Slalom (SS), Prototipi Slalom (PS) e Sport Prototipi Slalom (SPS). I piloti con vetture appartenenti ad altri gruppi, che non possono concorrere ai titoli, sono esclusi dall'attribuzione del punteggio di gara.

## Sistema di punteggio

### Titolo Campione Italiano Assoluto Slalom
Il titolo italiano assoluto fu assegnato dal 2018 al 2021 al pilota che nell'arco della singola stagione totalizzò il maggior punteggio.  In ogni singolo slalom venne assegnato un punteggio in base alla posizione nella classifica assoluta di gara secondo il seguente schema:
| Stagioni    | Posizione assoluta di gara | Posizione assoluta di gara | Posizione assoluta di gara | Posizione assoluta di gara | Posizione assoluta di gara | Posizione assoluta di gara | Posizione assoluta di gara | Posizione assoluta di gara | Posizione assoluta di gara | Posizione assoluta di gara | Migliori risultati considerati | Note |
| Stagioni    | 1°                         | 2°                         | 3°                         | 4°                         | 5°                         | 6°                         | 7°                         | 8°                         | 9°                         | 10°                        | Migliori risultati considerati | Note |
| ----------- | -------------------------- | -------------------------- | -------------------------- | -------------------------- | -------------------------- | -------------------------- | -------------------------- | -------------------------- | -------------------------- | -------------------------- | ------------------------------ | ---- |
| 2018 - 2021 | 15                         | 12                         | 10                         | 8                          | 6                          | 5                          | 4                          | 3                          | 2                          | 1                          | variabile                      |      |

Ai fini della classifica finale del campionato non venero attribuiti tutti i punteggi ottenuti nelle singole gare ma soltanto i migliori risultati, in numero variabile nelle varie stagioni, secondo il regolamento del campionato. 
Se due o più piloti, al termine della stagione regolare, ottenevano lo stesso punteggio, il successivo criterio per determinare la posizione in classifica era il maggior numero di partecipazioni alle gare in calendario, comprese quelle i cui punteggi erano stati scartati; a parità di questo venivano presi in considerazione i primi posti ottenuti in ogni singolo slalom e, a seguire, i piazzamenti successivi

### Titolo Campione Italiano Slalom
Il titolo di Campione Italiano Slalom è assegnato al pilota che al termine della stagione risulta avere il più alto punteggio. Fino alla stagione 2017 affinché il punteggio fosse considerato valido era necessaria la partecipazione ad un numero minimo di gare tra quelle in calendario: dal 1999 al 2014 tale quota minima è stata fissata in 3 gare mentre dal 2015 al 2017 è stata pari a 5 gare. 
In ogni singolo slalom viene assegnato un punteggio dato dalla somma dei punti derivanti da diverse classifiche che prevedono diverse attribuzioni di punteggi in base al numero dei partecipanti. Il sistema di assegnazione è stato modificato diverse volte nel corso delle varie stagioni del CIS secondo il seguente schema:
| Stagioni    | Posizione assoluta di gara | Posizione assoluta di gara | Posizione assoluta di gara | Posizione assoluta di gara | Posizione assoluta di gara | Posizione assoluta di gara | Posizione assoluta di gara | Posizione assoluta di gara | Posizione assoluta di gara | Posizione assoluta di gara | Posizione di Gruppo | Posizione di Gruppo | Posizione di Gruppo | Posizione di Gruppo | Posizione di Gruppo | Posizione di Gruppo | Posizione di Gruppo | Posizione di Gruppo | Posizione di Gruppo | Posizione di Gruppo | Posizione di Gruppo | Posizione di Classe | Posizione di Classe | Posizione di Classe | Posizione di Classe | Posizione di Classe | Posizione di Classe | Posizione di Classe | Posizione di Classe | Migliori risultati considerati                 | Note              |
| Stagioni    | 1°                         | 2°                         | 3°                         | 4°                         | 5°                         | 6°                         | 7°                         | 8°                         | 9°                         | dalla 10° alla 15°         | 1°                  | 2°                  | 3°                  | 4°                  | 5°                  | 6°                  | 7°                  | 8°                  | 9°                  | 10°                 | dalla 11° alla 15°  | 1°                  | 2°                  | 3°                  | 4°                  | 5°                  | 6°                  | 7°                  | 8°                  | Migliori risultati considerati                 | Note              |
| ----------- | -------------------------- | -------------------------- | -------------------------- | -------------------------- | -------------------------- | -------------------------- | -------------------------- | -------------------------- | -------------------------- | -------------------------- | ------------------- | ------------------- | ------------------- | ------------------- | ------------------- | ------------------- | ------------------- | ------------------- | ------------------- | ------------------- | ------------------- | ------------------- | ------------------- | ------------------- | ------------------- | ------------------- | ------------------- | ------------------- | ------------------- | ---------------------------------------------- | ----------------- |
| 1999 – 2009 | 3                          | 2                          | 1                          | -                          | -                          | -                          | -                          | -                          | -                          | -                          | 20                  | 15                  | 12                  | 10                  | 8                   | 6                   | 4                   | 3                   | 2                   | 1                   | -                   | -                   | -                   | -                   | -                   | -                   | -                   | -                   | -                   | 8 (4 in ciascun girone)                        |                   |
| 2010 - 2014 | -                          | -                          | -                          | -                          | -                          | -                          | -                          | -                          | -                          | -                          | 15                  | 12                  | 10                  | 8                   | 6                   | 5                   | 4                   | 3                   | 2                   | 1                   | 1                   | -                   | -                   | -                   | -                   | -                   | -                   | -                   | -                   | tutti                                          | [ 5 ]             |
| 2015 - 2017 | 15                         | 12                         | 10                         | 8                          | 6                          | 5                          | 4                          | 3                          | 2                          | 1                          | 10                  | 8                   | 6                   | 5                   | 4                   | 3                   | 2                   | 1                   | 1                   | 1                   | -                   | 5                   | 3                   | -                   | -                   | -                   | -                   | -                   | -                   | 5                                              | [ 6 ] [ 7 ] [ 8 ] |
| 2015 - 2017 | 15                         | 12                         | 10                         | 8                          | 6                          | 5                          | 4                          | 3                          | 2                          | 1                          | 10                  | 8                   | 6                   | 5                   | 4                   | 3                   | 2                   | 1                   | 1                   | 1                   | -                   | 7                   | 5                   | 3                   | 1                   | -                   | -                   | -                   | -                   | 5                                              | [ 6 ] [ 7 ] [ 8 ] |
| 2015 - 2017 | 15                         | 12                         | 10                         | 8                          | 6                          | 5                          | 4                          | 3                          | 2                          | 1                          | 10                  | 8                   | 6                   | 5                   | 4                   | 3                   | 2                   | 1                   | 1                   | 1                   | -                   | 9                   | 7                   | 5                   | 3                   | 2                   | 1                   | -                   | -                   | 5                                              | [ 6 ] [ 7 ] [ 8 ] |
| 2015 - 2017 | 15                         | 12                         | 10                         | 8                          | 6                          | 5                          | 4                          | 3                          | 2                          | 1                          | 10                  | 8                   | 6                   | 5                   | 4                   | 3                   | 2                   | 1                   | 1                   | 1                   | -                   | 10                  | 8                   | 6                   | 5                   | 4                   | 3                   | 2                   | 1                   | 5                                              | [ 6 ] [ 7 ] [ 8 ] |
| 2018 - 2021 | -                          | -                          | -                          | -                          | -                          | -                          | -                          | -                          | -                          | -                          | 2,5                 | 2                   | 1,5                 | 1                   | 0,5                 | -                   | -                   | -                   | -                   | -                   | -                   | 2                   | -                   | -                   | -                   | -                   | -                   | -                   | -                   | massimo 6 (tutti nel 2020, massimo 7 dal 2021) |                   |
| 2018 - 2021 | -                          | -                          | -                          | -                          | -                          | -                          | -                          | -                          | -                          | -                          | 2,5                 | 2                   | 1,5                 | 1                   | 0,5                 | -                   | -                   | -                   | -                   | -                   | -                   | 3                   | 1                   | -                   | -                   | -                   | -                   | -                   | -                   | massimo 6 (tutti nel 2020, massimo 7 dal 2021) |                   |
| 2018 - 2021 | -                          | -                          | -                          | -                          | -                          | -                          | -                          | -                          | -                          | -                          | 5                   | 4,5                 | 4                   | 3,5                 | 3                   | 2,5                 | 2                   | 1,5                 | 1                   | 0,5                 | 0,5                 | 4                   | 2                   | 1                   | -                   | -                   | -                   | -                   | -                   | massimo 6 (tutti nel 2020, massimo 7 dal 2021) |                   |
| 2018 - 2021 | -                          | -                          | -                          | -                          | -                          | -                          | -                          | -                          | -                          | -                          | 5                   | 4,5                 | 4                   | 3,5                 | 3                   | 2,5                 | 2                   | 1,5                 | 1                   | 0,5                 | 0,5                 | 5                   | 3                   | 2                   | 1                   | -                   | -                   | -                   | -                   | massimo 6 (tutti nel 2020, massimo 7 dal 2021) |                   |
| 2018 - 2021 | -                          | -                          | -                          | -                          | -                          | -                          | -                          | -                          | -                          | -                          | 5                   | 4,5                 | 4                   | 3,5                 | 3                   | 2,5                 | 2                   | 1,5                 | 1                   | 0,5                 | 0,5                 | 6                   | 4                   | 3                   | 2                   | 1                   | -                   | -                   | -                   | massimo 6 (tutti nel 2020, massimo 7 dal 2021) |                   |

Analogamente al titolo assoluto, per la stesura della classifica finale del campionato non vengono sommati tutti i punteggi ottenuti nelle singole gare ma sono considerati soltanto i migliori risultati. In caso di ex aequo tra due o più piloti, valgono le medesime regole applicate per il titolo assoluto.

### Titolo Campione Under 23
Il titolo italiano under 23 viene assegnato sulla base del maggior punteggio valido totalizzato durante la stagione. Le regole per la validità del punteggio finale sono state modificate svariate volte. Dal 1999 al 2010 era necessario ottenere punti in almeno 2 gare per ciascuno dei gironi in cui era suddiviso il campionato e in almeno 6 gare nel totale; aumentate a 8 gare nelle stagioni 2011 e 2012 e poi ridotte a 4 nel 2013. Dalla stagione 2014 la validità si ottiene dalla semplice partecipazione ad almeno 3 gare di campionato. 
I criteri per l'attribuzione dei punti nelle singole gare erano identici a quelli del titolo di campionato italiano fino alla stagione 2009. Dal 2010 viene considerata solo la posizione in classifica di classe, con punteggi differenziati in base al numero dei partecipanti, secondo il seguente schema:
| Stagioni    | Posizione assoluta di gara | Posizione assoluta di gara | Posizione assoluta di gara | Posizione di Gruppo | Posizione di Gruppo | Posizione di Gruppo | Posizione di Gruppo | Posizione di Gruppo | Posizione di Gruppo | Posizione di Gruppo | Posizione di Gruppo | Posizione di Gruppo | Posizione di Gruppo | Posizione di Classe | Posizione di Classe | Posizione di Classe | Posizione di Classe | Posizione di Classe | Posizione di Classe | Posizione di Classe | Posizione di Classe | Posizione di Classe | Migliori risultati considerati | Note |
| Stagioni    | 1°                         | 2°                         | 3°                         | 1°                  | 2°                  | 3°                  | 4°                  | 5°                  | 6°                  | 7°                  | 8°                  | 9°                  | 10°                 | 1°                  | 2°                  | 3°                  | 4°                  | 5°                  | 6°                  | 7°                  | 8°                  | dalla 9°            | Migliori risultati considerati | Note |
| ----------- | -------------------------- | -------------------------- | -------------------------- | ------------------- | ------------------- | ------------------- | ------------------- | ------------------- | ------------------- | ------------------- | ------------------- | ------------------- | ------------------- | ------------------- | ------------------- | ------------------- | ------------------- | ------------------- | ------------------- | ------------------- | ------------------- | ------------------- | ------------------------------ | ---- |
| 1999 – 2009 | 3                          | 2                          | 1                          | 20                  | 15                  | 12                  | 10                  | 8                   | 6                   | 4                   | 3                   | 2                   | 1                   | -                   | -                   | -                   | -                   | -                   | -                   | -                   | -                   | -                   | 8 (4 in ciascun girone)        |      |
| 2010 - 2017 | -                          | -                          | -                          | -                   | -                   | -                   | -                   | -                   | -                   | -                   | -                   | -                   | -                   | 10                  | 8                   | 6                   | 5                   | 4                   | 3                   | 2                   | 1                   | -                   | tutti                          |      |
| 2018 - 2021 | -                          | -                          | -                          | -                   | -                   | -                   | -                   | -                   | -                   | -                   | -                   | -                   | -                   | 2                   | -                   | -                   | -                   | -                   | -                   | -                   | -                   | -                   | tutti                          |      |
| 2018 - 2021 | -                          | -                          | -                          | -                   | -                   | -                   | -                   | -                   | -                   | -                   | -                   | -                   | -                   | 3                   | 1                   | -                   | -                   | -                   | -                   | -                   | -                   | -                   | tutti                          |      |
| 2018 - 2021 | -                          | -                          | -                          | -                   | -                   | -                   | -                   | -                   | -                   | -                   | -                   | -                   | -                   | 4                   | 2                   | 1                   | -                   | -                   | -                   | -                   | -                   | -                   | tutti                          |      |
| 2018 - 2021 | -                          | -                          | -                          | -                   | -                   | -                   | -                   | -                   | -                   | -                   | -                   | -                   | -                   | 5                   | 3                   | 2                   | 1                   | -                   | -                   | -                   | -                   | -                   | tutti                          |      |
| 2018 - 2021 | -                          | -                          | -                          | -                   | -                   | -                   | -                   | -                   | -                   | -                   | -                   | -                   | -                   | 6                   | 4                   | 3                   | 2                   | 1                   | -                   | -                   | -                   | -                   | tutti                          |      |
| 2018 - 2021 | -                          | -                          | -                          | -                   | -                   | -                   | -                   | -                   | -                   | -                   | -                   | -                   | -                   | 7                   | 5                   | 4                   | 3                   | 2                   | 1                   | -                   | -                   | -                   | tutti                          |      |
| 2018 - 2021 | -                          | -                          | -                          | -                   | -                   | -                   | -                   | -                   | -                   | -                   | -                   | -                   | -                   | 8                   | 6                   | 5                   | 4                   | 3                   | 2                   | 1                   | 1                   | 1                   | tutti                          |      |

In caso di ex aequo tra due o più piloti, valgono le medesime regole applicate per il titolo assoluto.

## Albo d'oro
| 1985 | —                    | —                         | Augusto Cesari        | Dallara X1/9              | —                    | —                             |
| 1986 | —                    | —                         | Luigi Barbero         | Fiat X1/9 Abarth          | —                    | —                             |
| 1987 | —                    | —                         | Augusto Cesari        | Lancia Delta S4           | —                    | —                             |
| 1988 | —                    | —                         | Lorenzo Saracco       | Alpine A110               | —                    | —                             |
| 1989 | —                    | —                         | Lorenzo Saracco       | Alpine A110               | —                    | —                             |
| 1990 | —                    | —                         | Augusto Cesari        | Lancia Delta S4           | —                    | —                             |
| 1991 | —                    | —                         | Augusto Cesari        | Lancia Delta S4           | —                    | —                             |
| 1992 | —                    | —                         | Augusto Cesari        | Lancia Delta S4           | —                    | —                             |
| 1993 | —                    | —                         | Augusto Cesari        | Lancia Delta S4           | —                    | —                             |
| 1994 | —                    | —                         | Paolo Antonazzo       | Lancia Delta S4           | —                    | —                             |
| 1995 | —                    | —                         | Augusto Cesari        | Osella Alfa Romeo         | —                    | —                             |
| 1996 | —                    | —                         | Augusto Cesari        | Osella Alfa Romeo         | —                    | —                             |
| 1997 | —                    | —                         | Loris Lusenti         | Lancia Delta S4           | —                    | —                             |
| 1998 | —                    | —                         | Augusto Cesari        | Osella Alfa Romeo         | —                    | —                             |
| 1999 | —                    | —                         | Franco Stradella      | Osella BMW                | Luigi Noviello       | Peugeot 106                   |
| 2000 | —                    | —                         | Maurizio Morlino      | Fiat X1/9 Abarth          | Gabriella Pedroni    | Fiat Seicento Kit             |
| 2001 | —                    | —                         | Salvatore Langellotto | Osella PA9 Alfa Romeo     | Manuel Dondi         | Fiat X1/9                     |
| 2002 | —                    | —                         | Luigi Vinaccia        | Osella PA 9/90 Alfa Romeo | Manuel Dondi         | Fiat X1/9                     |
| 2003 | —                    | —                         | Salvatore Langellotto | Osella PA9 Alfa Romeo     | Manuel Dondi         | Fiat X1/9                     |
| 2004 | —                    | —                         | Luigi Vinaccia        | Osella PA 9/90 Alfa Romeo | Manuel Dondi         | Fiat X1/9                     |
| 2005 | —                    | —                         | Manuel Dondi          | Fiat X1/9                 | Manuel Dondi         | Fiat X1/9                     |
| 2006 | —                    | —                         | Fabio Emanuele        | Osella PA 9/90 Alfa Romeo | Salvatore Tortora    | Peugeot 205 Gti               |
| 2007 | —                    | —                         | Fabio Emanuele        | Osella PA 9/90 Alfa Romeo | Giuseppe Gulotta     | Osella PA 21S Honda           |
| 2008 | —                    | —                         | Luigi Vinaccia        | Osella PA 9/90 Alfa Romeo | Giuseppe Gulotta     | Osella PA 21S Honda           |
| 2009 | —                    | —                         | Giacomo Benenati      | Renault Clio RS Light     | ?                    | ?                             |
| 2010 | —                    | —                         | Alessandro Polini     | Autobianchi A112 Suzuki   | Martina Iacampo      | Peugeot 106 XSI / Peugeot 205 |
| 2011 | —                    | —                         | Fabio Emanuele        | Osella PA 9/90 Alfa Romeo | Vincenzo Manganiello | Fiat X1/9 Kawasaki            |
| 2012 | —                    | —                         | Luigi Vinaccia        | Osella PA 9/90 Alfa Romeo | Titolo non assegnato | Titolo non assegnato          |
| 2013 | —                    | —                         | Fabio Emanuele        | Osella PA 9/90 Alfa Romeo | Alessandro Tortora   | Renault Clio RS               |
| 2014 | —                    | —                         | Salvatore Venanzio    | Radical SR4 Suzuki        | Francesco Cavaglià   | Autobianchi A112 Abarth       |
| 2015 | —                    | —                         | Fabio Emanuele        | Osella PA 9/90 Alfa Romeo | Vincenzo Manganiello | Fiat 126 Suzuki               |
| 2016 | —                    | —                         | Salvatore Venanzio    | Radical SR4 Suzuki        | Vincenzo Manganiello | Fiat 126                      |
| 2017 | —                    | —                         | Saverio Miglionico    | Radical SR4 Suzuki        | Michele Poma         | Ghipard                       |
| 2018 | Giuseppe Castiglione | Radical SR4 Suzuki        | Antonino Carpentieri  | Peugeot 106 Rally         | Emanuele Schillace   | Radical SR4 Suzuki            |
| 2019 | Fabio Emanuele       | Osella PA 9/90 Alfa Romeo | Benedetto Guarino     | Peugeot 106 Rally         | Michele Puglisi      | Radical Suzuki                |
| 2020 | Salvatore Venanzio   | Radical Suzuki            | Ignazio Bonavires     | Peugeot 106               | Michele Poma         | Radical SR4 Suzuki            |
| 2021 | Fabio Emanuele       | Osella PA 9/90 Alfa Romeo | Alessandro Tortora    | Renault Clio RS           | Domenico Murino      | Peugeot 106                   |

### Plurivincitori
| Campioni Italiani Slalom | Campioni Italiani Slalom | Campioni Italiani Slalom                             |
| Titoli                   | Pilota                   | Stagioni                                             |
| ------------------------ | ------------------------ | ---------------------------------------------------- |
| 9                        | Augusto Cesari           | 1985, 1987, 1990, 1991, 1992, 1993, 1995, 1996, 1998 |
| 7                        | Fabio Emanuele           | 2006, 2007, 2011, 2013, 2015, 2019, 2021             |
| 4                        | Luigi Vinaccia           | 2002, 2004, 2008, 2012                               |
| 3                        | Salvatore Venanzio       | 2014, 2016, 2020                                     |
| 2                        | Lorenzo Saracco          | 1988, 1989                                           |
| 2                        | Salvatore Langellotto    | 2001, 2003                                           |